# Небраска-Сити
Небраска-Сити (англ. Nebraska City) — город, административный центр округа Ото, штат Небраска, США. Один из самых старых инкорпорированных городов в штате (1855 год). Родоначальник Дня посадки деревьев. Один из важных пунктов Подпольной железной дороги. Первая старшая школа в штате и вообще западнее Миссури заработала именно в Небраска-Сити в 1864 году.

## География
Небраска-Сити — один из двух городов в округе (второй — Сиракьюз, кроме того в округе есть 8 деревень и одна статистически обособленная местность). Небраска-Сити расположен в восточной части округа на границе со штатом Айова на реке Миссури. Площадь города составляет 12,15 км², открытых водных пространств нет.

## История
Первые достоверные сведения о появлении на месте будущего города цивилизованных исследователей относятся к 1804 году, когда здесь побывала экспедиция Льюиса и Кларка. В 1847 году на месте будущего города был выстроен форт Кирни, который через год был перемещён на 200 миль западнее, на место, где ныне стоит одноимённый город. После того как армия оставила это уже немного обжитое место, здесь появился некий Джон Булвар, который организовал здесь паромную переправу через Миссури из Айовы в Небраску. Совместно с отцом он в 1852 или 1853 году построил первое здание города. В 1854 году, после принятия Закона Канзас-Небраска, началось активное заселение территории, этот же год считается официальной датой основания города. Одним из основателей города является политик Стивен Фрил Наколлс. В 1855 году Небраска-Сити и Кирни-Сити были инкорпорированы первыми в штате. В это же время началась отчаянная борьба города за право стать столицей Территории Небраска. 31 декабря 1857 года города Небраска-Сити, Кирни-Сити, Саут-Небраска-Сити и Прейр-Сити объединились под одним названием — Небраска-Сити. Вплоть до Гражданской войны Небраска-Сити была известна, как город с самым большим количеством рабов на душу населения во всей Территории, которые в основном работали на берегу в связи с развитием судоходства по Миссури. В частности, с весны 1858 года именно из Небраска-Сити, согласно правительственному контракту, осуществлялись поставки продовольствия в более западные форты.
С 1855 года в городе поселился ботаник, фермер, министр сельского хозяйства Стерлинг Мортон, который занялся в городе изданием местной газеты. Он с женой прожил здесь около 20 лет, а в 1872 году дал начало такому празднику как День посадки деревьев, который быстро распространился по всем США, а затем и по всему миру.

## Демография

### 2000 год
По переписи 2000 года в Небраска-Сити проживали 7228 человек, было 2898 домохозяйств, 1872 семьи. В 31 % домохозяйств проживали дети младше 18 лет, 51,3 % были супружескими парами, проживающими совместно, 10,2 % представляли собой женщину — главу семьи без мужа, 35,4 % не являлись семьями. Средний размер семьи был 3,01 человека. 25,8 % населения города были младше 18 лет, 7,4 % — от 18 до 24 лет, 25,4 % — от 25 до 44 лет, 22,3 % — от 45 до 64 лет и 19 % горожан были в возрасте 65 лет и старше. Средний возраст жителя был 39 лет. На каждые 100 женщин приходилось 89,9 мужчин, причём на 100 совершеннолетних женщин приходилось уже 85 мужчин сопоставимого возраста. Средний доход домохозяйства составлял 34 952 доллара в год, семьи — 42 860 долларов, мужчины зарабатывали по 29 507 долларов в год, женщины — по 19 859 долларов. Доход на душу населения был 16 969 долларов в год, 6,3 % семей и 9,3 % населения находились за чертой бедности, в том числе 12 % несовершеннолетних и 7,7 % пенсионеров. 
Расовый состав
- белые — 96 %
- негры и афроамериканцы — 0,37 %
- азиаты — 0,37 %
- коренные американцы — 0,3 %
- уроженцы тихоокеанских островов и Гавайев — 0,07 %
- прочие расы — 2,01 %
- смешанные расы — 0,87 %
- латиноамериканцы (любой расы) — 4,4 %

### 2010 год
По переписи 2010 года в Небраска-Сити проживали 7289 человек, было 2960 домохозяйств, 1867 семей. В 30,7 % домохозяйств проживали дети младше 18 лет, 46,1 % были супружескими парами, проживающими совместно, 11,6 % представляли собой женщину — главу семьи без мужа, 5,3 % — мужчину — главу семьи без жены, 36,9 % не являлись семьями. Средний размер семьи был 2,97 человека. 24,4 % населения города были младше 18 лет, 7,6 % — от 18 до 24 лет, 22 % — от 25 до 44 лет, 26,2 % — от 45 до 64 лет и 19,7 % горожан были в возрасте 65 лет и старше. Средний возраст жителя был 40,9 лет. 47,3 % населения были мужчинами и 52,7 % — женщинами.
| Расовый состав - белые — 91,5 % - негры и афроамериканцы — 0,4 % - азиаты — 0,7 % - коренные американцы — 0,3 % - уроженцы тихоокеанских островов и Гавайев — 0,2 % - прочие расы — 5,3 % - смешанные расы — 1,6 % - латиноамериканцы (любой расы) — 10,9 % | Перепись населения Год переписи Нас. %± 1860 1922 — 1870 6050 214,8% 1880 4183 −30,9% 1890 11941 185,5% 1900 7380 −38,2% 1910 5488 −25,6% 1920 6279 14,4% 1930 7230 15,1% 1940 7339 1,5% 1950 6872 −6,4% 1960 7252 5,5% 1970 7441 2,6% 1980 7127 −4,2% 1990 6547 −8,1% 2000 7228 10,4% 2010 7289 0,8% |  |        |
| Год переписи | Нас. |  | %±     |
| 1860 | 1922 |  | —      |
| 1870 | 6050 |  | 214,8% |
| 1880 | 4183 |  | −30,9% |
| 1890 | 11941 |  | 185,5% |
| 1900 | 7380 |  | −38,2% |
| 1910 | 5488 |  | −25,6% |
| 1920 | 6279 |  | 14,4%  |
| 1930 | 7230 |  | 15,1%  |
| 1940 | 7339 |  | 1,5%   |
| 1950 | 6872 |  | −6,4%  |
| 1960 | 7252 |  | 5,5%   |
| 1970 | 7441 |  | 2,6%   |
| 1980 | 7127 |  | −4,2%  |
| 1990 | 6547 |  | −8,1%  |
| 2000 | 7228 |  | 10,4%  |
| 2010 | 7289 |  | 0,8%   |

По оценкам 2012 года в Небраска-Сити проживали 7277 человек, 48,7 % — мужчины и 51,3 % — женщины. Средний возраст жителя был 40,9 лет. Средний доход домохозяйства был 41 941 доллар в год, на душу населения — 21 366 долларов. Происхождение предков: немцы — 39,7 %, ирландцы — 11,1 %, англичане — 8,1 %, шведы — 5,2 %. Среди жителей старше 14 лет 26,3 % не состояли в браке и никогда в нём не были, 51,5 % на данный момент были в браке и жили совместно, 1,5 % были в браке и жили раздельно, 10,2 % вдовствовали и 10,5 % были в разводе. 6 % горожан были рождены не в США.
По оценкам 2013 года в Небраска-Сити проживали 7255 человек.
В 2019 г. численность составила 7292 человека.

## Достопримечательности
Именно в Небраска-Сити впервые появился такой праздник как День посадки деревьев. Его основал ботаник, фермер, министр сельского хозяйства Стерлинг Мортон в 1872 году. В честь этого события назван городской Исторический парк и дендрарий. К 1920-м годам этот день был официально утверждён во всех штатах страны. В штате Небраска этот день отмечают в последнюю пятницу апреля.
С 1969 года в городе в третий уик-энд сентября отмечается яблочный фестиваль Applejack: за три дня его посещают 60—80 тысяч человек.
- Хижина Мэйхью[англ.] — построена в 1855 году, внесена в Национальный реестр исторических мест (НРИМ) в 2011 году.
- Католическая церковь Святого Бенедикта[англ.] — построена в 1856 году, включена в НРИМ в 1983 году.
- Школа «Гармония» (англ.) — построена в 1879 году, внесена в НРИМ в 2005 году.
- Мемориальный зал Великой Армии Республики[англ.] — построен в 1895 году, включён в НРИМ в 1994 году.
- Музей ветряной мельницы Крегеля[англ.] — мельница построена в 1903 году, включена в НРИМ в 1993 году.

- Хижина Мэйхью[англ.]
- Католическая церковь Святого Бенедикта[англ.]
- Школа «Гармония»
- Мемориальный зал Великой Армии Республики[англ.]
- Музей ветряной мельницы Крегеля[англ.]